# Bahnhof Lörrach-Stetten
Der Bahnhof Lörrach-Stetten ist einer von insgesamt sieben Bahnstationen in der südbadischen Stadt Lörrach und neben dem Haltepunkt Lörrach Dammstraße einer von zwei Bahnhaltepunkten im Stadtteil Stetten. Der Bahnhof liegt an der Wiesentalbahn von Basel Badischer Bahnhof nach Zell im Wiesental und ist Endpunkt der aus Weil am Rhein kommenden Gartenbahn.

## Lage und Infrastruktur
Der Bahnhof befindet sich im Süden des gleichnamigen Lörracher Stadtteils. Da sich in der Nähe die Grenze zwischen Deutschland und der Schweiz befindet, ist der Stettener Bahnhof ein Grenzbahnhof. Jedoch kommt ihm diese Funktion nicht mehr zu Tage, da sich die gesamte Wiesentalbahn – auch auf Schweizer Staatsgebiet – im Eigentum der Deutschen Bahn AG befindet.
Bis zum Umbau des Bahnhofs auf S-Bahn-Betrieb war die Station zweigleisig. Seitdem besteht nur noch das durchgehende Gleis am Hausbahnsteig (Gleis 1). Vom ehemaligen Gleis 2 ist noch der Bereich des Gleises sowie der ehemalige Bahnsteig erhalten.
Das Bahnhofsgebäude von Lörrach-Stetten steht unter Denkmalschutz und dient nicht mehr dem Bahnbetrieb.
Der Haltepunkt Lörrach-Stetten wie auch die Haltepunkte Lörrach Schillerstraße, Lörrach Schwarzwaldstraße und Lörrach Haagen/Messe sind Bahnhofsteile von Lörrach Hauptbahnhof.

## Geschichte
Der Bahnhof ging am 5. Juni 1862 als Teil der ersten Privatbahn in Baden, der von der Wiesenthal-Gesellschaft errichteten Wiesentalbahn Basel–Lörrach–Schopfheim, im Beisein von Großherzog Friedrich von Baden feierlich eröffnet. Zwei Tage später begann der reguläre Betrieb. Die Fortsetzung talaufwärts als „Hintere Wiesenthalbahn“ besorgte am 5. Februar 1876 die Schopfheim-Zeller Eisenbahn-Gesellschaft.
Da das Deutsche Reich vom Großherzogtum Baden aus militärischen Gründen den Bau einer leistungsfähigen Eisenbahn von Weil am Rhein nach Säckingen verlangte, für die die vorhandene Strecke Lörrach–Schopfheim mitbenutzt werden sollte, ging am 20. Mai 1890 die strategische Bahn Weil am Rhein–Lörrach-Stetten in Betrieb. Bereits am 11. Februar 1878 wurde die ebenfalls aus strategischen Gründen erbaute Bahnlinie zwischen Weil am Rhein und St. Ludwig eröffnet, womit das im Deutsch-Französischen Krieg eroberte Elsaß auch ganz im Süden verkehrsmäßig mit dem Reich verbunden war. Die östliche Fortsetzung der Umgehungsbahn St. Ludwig–Weil am Rhein–Lörrach bildete die inzwischen stillgelegte Wehratalbahn, die bei Schopfheim von der Wiesentalbahn abzweigend nach Bad Säckingen an der Hochrheinbahn führte. Durch die Eröffnung der Umgehungsbahn (St. Ludwig–)Weil am Rhein–Lörrach wurde der Bahnhof Stetten zu einem Eisenbahnknotenpunkt.

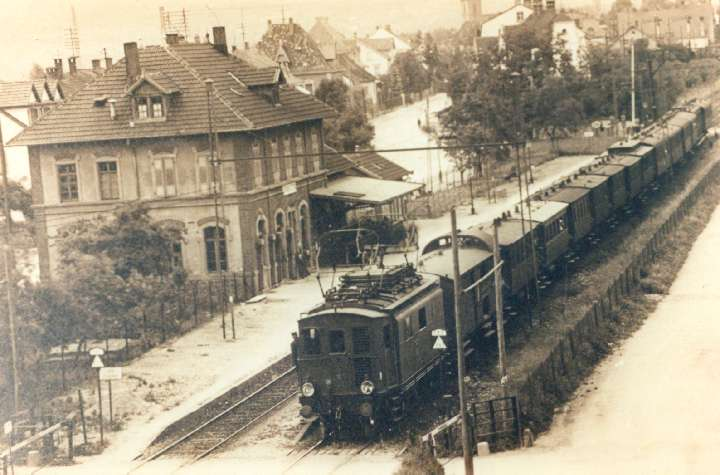
Bahnhof Stetten 1919

Als eine der ersten Strecken in Deutschland wurde die Wiesentalbahn – und damit auch der Stettener Bahnhof – 1913 gemeinsam mit der Wehratalbahn elektrifiziert. Zunächst verwendete man Einphasen-Wechselstrom mit der Frequenz von 15 Hertz und der Spannung 15 kV.
1924 verzeichnete die Station Stetten neben den Stationen Lörrach, Steinen und Brombach besonders hohe Fahrkartenverkäufe.
Am 15. Juni 2003 wurde der Verkehr auf der Strecke Basel Bad Bf–Zell (Wiesental) von der SBB GmbH, der deutschen Tochter der Schweizerischen Bundesbahnen (SBB), übernommen und in das Netz der trinationalen S-Bahn Basel integriert. Seitdem verkehren am Bahnhof Lörrach-Stetten die S-Bahn-Linien S5 und S6. Während die S6 über die komplette Wiesentalbahn bis nach Basel SBB verkehrt, zweigt die S5 in Lörrach-Stetten auf die Gartenbahn ab und verkehrt bis Weil am Rhein.

## Verkehr

### S-Bahn-Verkehr
Auf der Wiesentalbahn verkehrt die Linie S6 der S-Bahn Basel von Basel SBB über Lörrach und Schopfheim nach Zell im Wiesental. In der Regel wird auf der S6 ein 30-Minuten-Takt zwischen Zell und Basel angeboten.
Auf der Gartenbahn und darüber hinaus bis Steinen verkehrt die Linie S5 ebenfalls im 30-Minuten-Takt. Dadurch entsteht im Kernbereich zwischen Lörrach-Stetten und Steinen ein 15-Minuten-Takt.
An Sonn- und Feiertagen verkehrt die S6 nur im Stundentakt, jedoch wird die sonst in Steinen endende S5 ebenfalls im Stundentakt über Steinen hinaus bis nach Zell durchgebunden. So besteht auf der Strecke Zell (Wiesental)–Lörrach-Stetten sonn- und feiertags ein 30-Minuten-Takt.
| Linie | Verlauf | Takt                                                                |
| ----- | --- | ------------------------------------------------------------------- |
| S 5   | Weil am Rhein – Lörrach-Stetten – Lörrach Hbf – Steinen (– Schopfheim – Zell (Wiesental))                   | 30-Minuten-Takt (zwischen Steinen und Zell nur sonn- und feiertags) |
| S 6   | Basel SBB – Basel Bad Bf – Riehen – Lörrach-Stetten – Lörrach Hbf – Steinen – Schopfheim – Zell (Wiesental) | 30-Minuten-Takt (sonn- und feiertags 60-Minuten-Takt)               |

### Busverkehr
Die Buslinien 6, 7, 8 und 16 des Regio Verkehrsverbundes Lörrach (RVL) verbinden Stetten mit den anderen Stadt- und Ortsteilen Lörrachs sowie mit Weil am Rhein und Riehen (Schweiz), wobei nur die Linien 6 und 16 direkt am Bahnhof Stetten halten. Seit Juni 2016 hat die neue Buslinie 9 am Bahnhof Stetten ihren Anfangs-/Endpunkt. Darüber hinaus halten vereinzelt auch die Regionalbuslinien 7300 (Basel–Lörrach–Todtnau–Titisee) und 7301 (Lörrach–Grenzach–Rheinfelden) am Bahnhof Lörrach-Stetten.

## Zukunft
Im Rahmen des Projektes „IBA Basel“ kam von Seiten der Grünen-Fraktion der Stadt Lörrach der Vorschlag auf, den Bahnhof zu einem Knotenpunkt zwischen S-Bahn, Straßenbahn und Bus auszubauen. Jedoch steht dieses Vorhaben in Konkurrenz zum geplanten Neubau des Umsteigeknotens „Riehen Zollweg“ für Bus, Tram und S-Bahn an der Staatsgrenze zwischen Lörrach (D) und Riehen (CH).
Darüber hinaus wurde ein Viertelstundentakt auf der S6 zwischen Basel und Lörrach zu den Hauptverkehrszeiten gefordert und geprüft.